# Pierre Pourtalet
Pour les articles homonymes, voir Pourtalet.
Pierre Pourtalet est un joueur français de volley-ball né le 29 février 1984 à Marseille (Bouches-du-Rhône). Il mesure 1,94 m et joue réceptionneur-attaquant

## Clubs
| Club           | Pays   | De        | À         |
| -------------- | ------ | --------- | --------- |
| AS Cannes      | France | 2003-2004 | 2003-2004 |
| GFCO Ajaccio   | France | 2004-2005 | 2005-2006 |
| AS Cannes      | France | 2006-2007 | 2006-2007 |
| Ayek Korinthos | Grèce  | 2007-2008 | 2007-2008 |
| VBC Martigny   | Suisse | 2008-2009 | 2008-2009 |
| Orange volley  | France | 2009-2010 | 2009-2010 |
| GFCO Ajaccio   | France | 2010-2013 | 2012-2013 |

## Palmarès
- Championnat de Suisse
  - Finaliste : 2009
- Championnat de France
  - Finaliste : 2004
- Coupe de France (1)
  - Vainqueur : 2007